# Skevola
Skevola (lat. Scaevola), biljni rod iz porodice Goodeniaceae, dio potporodice Goodenioideae. Rasprostranjen je po suptropskim i tropskim krajevima Australije (najviše), Pacifika i tropske Azije,. 
Postoji 117 priznatih vrsta, polugrmovi, grmovi i  drveće.

## Vrste
1. Scaevola acacioides Carolin
2. Scaevola aemula R.Br.
3. Scaevola albida (Sm.) Druce
4. Scaevola amblyanthera F.Muell.
5. Scaevola anchusifolia Benth.
6. Scaevola angulata R.Br.
7. Scaevola angustata Carolin
8. Scaevola archeriana L.W.Sage
9. Scaevola argentea Carolin
10. Scaevola auriculata Benth.
11. Scaevola balansae Guillaumin
12. Scaevola ballajupensis L.W.Sage
13. Scaevola barrierei A.S.Wulff & Munzinger
14. Scaevola basedowii Carolin
15. Scaevola beckii Zahlbr.
16. Scaevola brookeana F.Muell.
17. Scaevola browniana Carolin
18. Scaevola burnettii W.N.Takeuchi
19. Scaevola bursariifolia J.M.Black
20. Scaevola calendulacea (Kenn.) Druce
21. Scaevola calliptera Benth.
22. Scaevola canescens Benth.
23. Scaevola chamissoniana Gaudich.
24. Scaevola chanii K.M.Wong
25. Scaevola chrysopogon Carolin
26. Scaevola coccinea Däniker
27. Scaevola collina J.M.Black ex E.L.Robertson
28. Scaevola coriacea Nutt.
29. Scaevola crassifolia Labill.
30. Scaevola cuneiformis Labill.
31. Scaevola cunninghamii DC.
32. Scaevola cylindrica Schltr. & K.Krause
33. Scaevola densifolia Carolin
34. Scaevola depauperata R.Br.
35. Scaevola enantophylla F.Muell.
36. Scaevola eneabba Carolin
37. Scaevola erosa Guillaumin ex I.H.Müll.
38. Scaevola filifolia (R.Br.) K.A.Sheph.
39. Scaevola floribunda A.Gray
40. Scaevola gaudichaudiana Cham.
41. Scaevola gaudichaudii Hook. & Arn.
42. Scaevola glabra Hook. & Arn.
43. Scaevola glabrata Carolin
44. Scaevola glandulifera DC.
45. Scaevola globosa (Carolin) Carolin
46. Scaevola globulifera Labill.
47. Scaevola glutinosa Carolin
48. Scaevola gracilis Hook.f.
49. Scaevola graminea Ewart & A.H.K.Petrie
50. Scaevola hainanensis Hance
51. Scaevola hamiltonii K.Krause
52. Scaevola hobdyi W.L.Wagner., izumrla
53. Scaevola hookeri (de Vriese) Hook.f.
54. Scaevola humifusa de Vriese
55. Scaevola humilis R.Br.
56. Scaevola kallophylla G.J.Howell
57. Scaevola kilaueae O.Deg.
58. Scaevola laciniata F.M.Bailey
59. Scaevola lanceolata Benth.
60. Scaevola linearis R.Br.
61. Scaevola macrophylla (de Vriese) Benth.
62. Scaevola macropyrena I.H.Müll.
63. Scaevola macrostachya (de Vriese) Benth.
64. Scaevola marquesensis F.Br.
65. Scaevola micrantha C.Presl
66. Scaevola microphylla (de Vriese) Benth.
67. Scaevola mollis Hook. & Arn.
68. Scaevola montana Labill.
69. Scaevola muluensis K.M.Wong
70. Scaevola myrtifolia (de Vriese) K.Krause
71. Scaevola neoebudica Guillaumin
72. Scaevola nitida R.Br.
73. Scaevola nubigena Lauterb.
74. Scaevola obovata Carolin
75. Scaevola oldfieldii F.Muell.
76. Scaevola oppositifolia Roxb.
77. Scaevola ovalifolia R.Br.
78. Scaevola oxyclona F.Muell.
79. Scaevola paludosa R.Br.
80. Scaevola parvibarbata Carolin
81. Scaevola parviflora K.Krause
82. Scaevola parvifolia F.Muell. ex Benth.
83. Scaevola pauciflora Leenh.
84. Scaevola paulayi Fosberg
85. Scaevola phlebopetala F.Muell.
86. Scaevola pilosa Benth.
87. Scaevola platyphylla Lindl.
88. Scaevola plumieri (L.) Vahl
89. Scaevola porocarya F.Muell.
90. Scaevola porrecta A.C.Sm.
91. Scaevola procera Hillebr.
92. Scaevola pulchella Carolin
93. Scaevola pulvinaris (E.Pritz.) K.Krause
94. Scaevola racemigera Däniker
95. Scaevola ramosissima (Sm.) K.Krause
96. Scaevola repens de Vriese
97. Scaevola restiacea Benth.
98. Scaevola revoluta R.Br.
99. Scaevola rialagartensis Cast.-Campos
100. Scaevola samoensis Whistler
101. Scaevola sericophylla F.Muell. ex Benth.
102. Scaevola socotraensis H.St.John
103. Scaevola spicigera Carolin
104. Scaevola spinescens R.Br.
105. Scaevola striata R.Br.
106. Scaevola subalpina Malabrigo & Ondoy
107. Scaevola subcapitata F.Br.
108. Scaevola taccada (Gaertn.) Roxb.
109. Scaevola tahitensis (Nadeaud) Carlquist
110. Scaevola tenuifolia Carolin
111. Scaevola thesioides Benth.
112. Scaevola tomentosa Gaudich.
113. Scaevola tortuosa Benth.
114. Scaevola verticillata Leenh.
115. Scaevola virgata Carolin
116. Scaevola wrightii (Griseb.) M.Gómez
117. Scaevola xanthina K.A.Sheph. & Hislop
118. Scaevola ×cerasifolia Skottsb.